# نانی، افغانستان

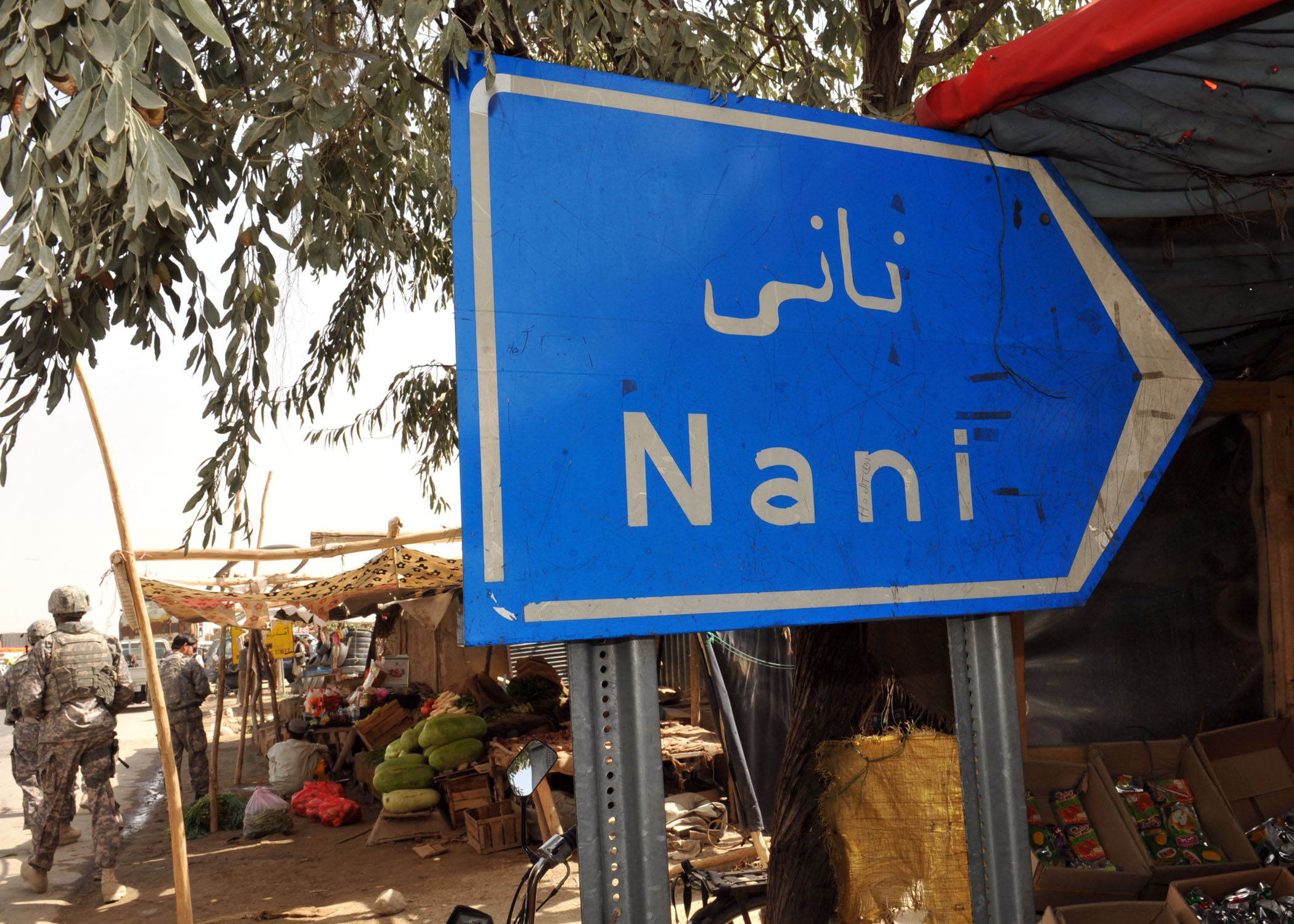

نانی یک شهرک در افغانستان است که در ولایت غزنی و در مسیر بزرگراه A01 قرار دارد. وجتسمیه نانی از نانوایی ګرفته شده است که ګفته می شود در زمان سلطنت دوره غزنویان نانوایی یا خبازی در نانی امروز بوده که به ګذشت زمان به نانی مبدل شده است این قریه تاریخی که در هفده کیلومتری طرف جنوب شهر غزنی در مسیر شهر ای بزرک غزنی موقعیت دارد  مهد تمدن علم ودانش بود که یکی از مدارس بزرګ اسلامی بنام نورالمدارس فاروقیه درقریه موقعیت دارد  ساکنین این دیار که شامل اقوام پشتون  مومند که مسمی به(سه ګانچی ) تاجک وعرب  می باشد که مردم بومی این دیار است ودر یک فضای صلح وارامش پهلوی هم زندګی می کند  اهالی این قریه  اضافه تر مشغول زرعت ومالداری می باشد  انګور وسیب.توت  از جمله میوه جات مشهور این قریه است که سیب نانی درطی چندین دهه از مشهورترین نوع  سیب شناخته شده است درمسیر تاریخی این قریه  ازمردان دلیر وشجاع ان که درتاریخی سیاسی نقش فعال داشتن می توان نام برد مرحوم حاکم عبدالسلام مومند که زمان به صفت والی هرات ایفای وظیفه نموده که اسم شان به خط زرین درتاریخ ثپت است  هم چنان میرزا ولی محمد خان  مومند   مولوی عبدالصمد .شهید محمد انور عیار  که یکتن از مجاهیدن دلیر وازاده کشور  که افتخارات ذیادی را برای ازادی کشور بدست اړرده .هم چنان مرحوم ملک دوست محمد خان  مومند نیز از جمله  شخصیت های موثر این دیار به شمار میرود  قریه نانی درقسمت عابدات تاریخی غنا مندی خاص برخوردار است کاروان سرای نانی .نانی کهنه  زیارت شاه برهنه زیارت ولی صاحب از جمله اماکن تاریخی این قریه است  غذاهای مشهور این قریع شامل شوربا  پلو, بولانی ,شیر برنج ولاندی می باشد علاقه مندی جوانان به سپورت وتحصیل نسبت به سایر قریه جات غزنی بیشتر است تیم فوتبال عیاران نانی زیرنظر استاد عبدالسمیع مومند  درطی سه ده نقش خوبی را بازی کرده همچنا ن جوانان که از لیسه نانی  فارغ میشود با کسب بالاترین نمرات در پوهتتون های داخل کشور به ادامه تحصیل می پردازند که دراین اواخر قریه نانی درقسمت داشتن نیروی متخصص وکار فهم از غنامندی خاص برخوردار است درقسمت ادبیات  وفرهنګ ارزش های خود را حفظ کرده که لهجه دری نانی ازشیرنی خاص برخودار است  علاقه مندی به شعر نیز از جمله خصوصیت های این دیار است 